# 苏 (化石)
蘇，编號FMNH PR2081，是世界上現存最大，保存最完整的一具霸王龍化石。它是由美國古生物学家蘇·亨德里克森于1990年8月12日在南達科他州西部發现的，因此以她的名字命名。芝加哥菲爾德自然史博物館在1997年10月4日紐約蘇富比拍賣行主持的拍賣中以836万美元购得。原為世界上價格最高的古生物化石後被同是暴龍的史丹以3180萬美元超越。蘇也自此成為菲爾德博物館的永久藏品。
這隻暴龍被認為在生前患有痛風。